# الغواصة الألمانية يو-708
غواصة يو-708 غواصة يو بوت ألمانية من الفئة السابعة سي بنيت لسلاح بحرية ألمانيا النازية كريغسمارينه، في أحواض سي. ستولكن سون خلال الحرب العالمية الثانية.